# بن بلیت
بن بلیت (انگلیسی: Ben Blythe؛ زادهٔ ۱۳ ژانویهٔ ۲۰۰۲) بازیکن فوتبال است.